# Bilan saison par saison du Hambourg SV
Cet article présente le bilan saison par saison du club allemand du Hambourg SV.
Le Hambourg SV est la seule équipe du pays à évoluer de 1963 à 2018 sans discontinuer en Bundesliga depuis la création de cette compétition en 1963.

## Avant l'ère de la Bundesliga
Sous la République de Weimar
| Saison  | Place en ligue régionale | V  | N | D | BP / BC | Points | Résultat en championnat national |
| ------- | ------------------------ | -- | - | - | ------- | ------ | -------------------------------- |
| 1919/20 | 2.                       | 11 | 3 | 3 | 65:22   | 25:9   | ????????????                     |
| 1920/21 | 1.                       | 16 | 2 | 0 | 65:19   | 34:2   | Quart de finale                  |
| 1921/22 | 3.                       | 8  | 3 | 3 | 60:15   | 19:9   | Champion                         |
| 1922/23 | 1.                       | 13 | 0 | 1 | 93:14   | 26:2   | Champion                         |
| 1923/24 | 1.                       | 12 | 2 | 0 | 61:11   | 26:2   | Finaliste                        |
| 1924/25 | 1.                       | 13 | 0 | 1 | 76:12   | 26:2   | Huitième de finale               |
| 1925/26 | 1.                       | 13 | 0 | 1 | 72:12   | 26:2   | Demi-finale                      |
| 1926/27 | 1.                       | 13 | 0 | 1 | 79:17   | 26:2   | Quart de finale                  |
| 1927/28 | 1.                       | 14 | 1 | 1 | 101:22  | 29:3   | Champion                         |
| 1928/29 | 1.                       | 8  | 1 | 0 | 50:16   | 17:1   | Quart de finale                  |
| 1929/30 | 1.                       | 16 | 1 | 1 | 70:20   | 33:3   | ?????????????                    |
| 1930/31 | 1.                       | 13 | 1 | 4 | 58:22   | 27:9   | Demi-finale                      |
| 1931/32 | 1.                       | 16 | 2 | 0 | 87:27   | 34:2   | Quart de finale                  |
| 1932/33 | 2.                       | 12 | 2 | 4 | 52:27   | 26:10  | Huitième de finale               |

### Sous la période nazie (1933 – 1945)
Gauliga
| Saison  | Place en ligue régionale | V  | N | D | BP BC  | Points | Affluence | Place au tournoi national final | Coupe d'Allemagne  |
| ------- | ------------------------ | -- | - | - | ------ | ------ | --------- | ------------------------------- | ------------------ |
| 1933/34 | 2.                       | 14 | 1 | 3 | 91:35  | 29:7   |           | Non qualifié                    | Pas de compétition |
| 1934/35 | 2.                       | 13 | 0 | 5 | 55:32  | 26:10  |           | Non qualifié                    | Second tour        |
| 1935/36 | 3.                       | 10 | 3 | 5 | 49:38  | 23:13  | 4.667     | Non qualifié                    | Second tour        |
| 1936/37 | 1.                       | 15 | 1 | 2 | 71:22  | 31:5   | 8.000     | Quart de finale                 | Premier tour       |
| 1937/38 | 1.                       | 19 | 3 | 0 | 103:26 | 41:3   | 5.950     | Quart de finale                 | Premier tour       |
| 1938/39 | 1.                       | 16 | 3 | 1 | 87:20  | 35:5   | 6.944     | Quart de finale                 | Quart de finale    |
| 1939/40 | 1.                       | 8  | 2 | 0 | 39:9   | 18:2   | 2.786     | Non qualifié                    | Premier tour       |
| 1940/41 | 1.                       | 22 | 0 | 0 | 104:25 | 44:0   | 3.289     | Tour préliminaire               | Premier tour       |
| 1941/42 | 2.                       | 14 | 0 | 4 | 74:29  | 28:8   | 4.278     | Non qualifié                    | Huitième de finale |
| 1942/43 | 2.                       | 12 | 2 | 4 | 73:19  | 26:10  | 4.444     | Non qualifié                    | Ne participe pas   |
| 1943/44 | 2.                       | 13 | 2 | 3 | 65:20  | 28:8   | 2.889     | Non qualifié                    | Pas de compétition |
| 1944/45 | 1.                       | 16 | 2 | 0 | 100:21 | 34:2   | 2.567     | Non qualifié                    | Pas de compétition |

## Depuis l'ère de la Bundesliga
| Saison    | Championnat  | Classement | V  | N  | D  | Points | BP/BC | Coupe d'Allemagne  | Coupe de la ligue allemande | Supercoupe d'Allemagne | Coupes d'Europe    | Entraineur                     |  |
| --------- | ------------ | ---------- | -- | -- | -- | ------ | ----- | ------------------ | --------------------------- | ---------------------- | ------------------ | ------------------------------ |  |
| 1963-1964 | Bundesliga   | 6e         | 11 | 10 | 9  |        | 69:60 | 1er tour           | Pas de compétition          | Pas de compétition     | 1/4 de finale C2   | Martin Wilke                   |  |
| 1964-1965 | Bundesliga   | 11e        | 11 | 5  | 14 |        | 46:56 | Huitième de finale | Pas de compétition          | Pas de compétition     | Non qualifié       | Georg Gawliczek                |  |
| 1965-1966 | Bundesliga   | 9e         | 13 | 8  | 13 |        | 64:52 | Quart de finale    | Pas de compétition          | Pas de compétition     | Non qualifié       | Josef Schneider                |  |
| 1966-1967 | Bundesliga   | 14e        | 10 | 10 | 14 |        | 37:53 | Finaliste          | Pas de compétition          | Pas de compétition     | Non qualifié       | Josef Schneider                |  |
| 1967-1968 | Bundesliga   | 13e        | 11 | 11 | 12 |        | 51:54 | 1er tour           | Pas de compétition          | Pas de compétition     | Finaliste C2       | Kurt Koch                      |  |
| 1968-1969 | Bundesliga   | 6e         | 13 | 10 | 11 |        | 55:55 | Quart de finale    | Pas de compétition          | Pas de compétition     | Non qualifié       | Kurt Koch                      |  |
| 1969-1970 | Bundesliga   | 6e         | 12 | 11 | 11 |        | 57:54 | Huitième de finale | Pas de compétition          | Pas de compétition     | Non qualifié       | Georg Knöpfle                  |  |
| 1970-1971 | Bundesliga   | 5e         | 13 | 11 | 10 |        | 54:63 | Quart de finale    | Pas de compétition          | Pas de compétition     | Non qualifié       | Klaus-Dieter Ochs              |  |
| 1971-1972 | Bundesliga   | 10e        | 13 | 7  | 14 |        | 52:52 | Huitième de finale | Pas de compétition          | Pas de compétition     | 1er tour C3        | Klaus-Dieter Ochs              |  |
| 1972-1973 | Bundesliga   | 14e        | 10 | 8  | 16 |        | 53:59 | Huitième de finale | Non qualifié                | Pas de compétition     | Non qualifié       | Klaus-Dieter Ochs              |  |
| 1973-1974 | Bundesliga   | 12e        | 13 | 5  | 16 |        | 53:62 | Finaliste          | Pas de compétition          | Pas de compétition     | Non qualifié       | Kuno Klötzer                   |  |
| 1974-1975 | Bundesliga   | 4e         | 18 | 7  | 9  |        | 55:38 | néant              | Pas de compétition          | Pas de compétition     | 1/4 de finale C3   | Kuno Klötzer                   |  |
| 1975-1976 | Bundesliga   | 2e         | 17 | 7  | 10 |        | 59:32 | Vainqueur          | Pas de compétition          | Pas de compétition     | 1/2 finale C3      | Kuno Klötzer                   |  |
| 1976-1977 | Bundesliga   | 6e         | 14 | 10 | 10 |        | 67:56 | 2e tour            | Pas de compétition          | Pas de compétition     | Vainqueur C2       | Kuno Klötzer                   |  |
| 1977-1978 | Bundesliga   | 10e        | 14 | 6  | 14 |        | 61:67 | Huitième de finale | Pas de compétition          | Pas de compétition     | 2e tour C2         | Özcan Arkoç                    |  |
| 1978-1979 | Bundesliga   | Champion   | 21 | 7  | 6  |        | 78:32 | 1er tour           | Pas de compétition          | Pas de compétition     | Non qualifié       | Branko Zebec                   |  |
| 1979-1980 | Bundesliga   | 2e         | 20 | 8  | 6  |        | 86:35 | 3e tour            | Pas de compétition          | Pas de compétition     | Finaliste C1       | Branko Zebec                   |  |
| 1980-1981 | Bundesliga   | 2e         | 21 | 7  | 6  |        | 73:43 | Huitième de finale | Pas de compétition          | Pas de compétition     | 1/8e de finale C3  | Aleksandar Ristíc              |  |
| 1981-1982 | Bundesliga   | Champion   | 18 | 12 | 4  |        | 95:45 | Demi-finale        | Pas de compétition          | ¨Pas de compétition    | finaliste C3       | Ernst Happel                   |  |
| 1982-1983 | Bundesliga   | Champion   | 20 | 12 | 2  |        | 79:33 | Huitième de finale | Pas de compétition          | Pas de compétition     | Vainqueur C1       | Ernst Happel                   |  |
| 1983-1984 | Bundesliga   | 2e         | 21 | 6  | 7  |        | 75:36 | Huitième de finale | Pas de compétition          | Pas de compétition     | 1/16e C1           | Ernst Happel                   |  |
| 1984-1985 | Bundesliga   | 5e         | 14 | 9  | 11 |        | 58:49 | Premier tour       | Pas de compétition          | Pas de compétition     | 1/16e de finale C3 | Ernst Happel                   |  |
| 1985-1986 | Bundesliga   | 7e         | 17 | 5  | 12 |        | 52:35 | Premier tour       | Pas de compétition          | Pas de compétition     | 1er tour C3        | Ernst Happel                   |  |
| 1986-1987 | Bundesliga   | 2e         | 19 | 9  | 6  |        | 69:37 | Vainqueur          | Pas de compétition          | Pas de compétition     | Non qualifié       | Ernst Happel                   |  |
| 1987-1988 | Bundesliga   | 6e         | 13 | 11 | 10 |        | 63:68 | Demi-finale        | Pas de compétition          | Finaliste              | 1/16e C2           | Willi Reimann                  |  |
| 1988-1989 | Bundesliga   | 4e         | 17 | 9  | 8  |        | 60:36 | Quart de finale    | Pas de compétition          | Non qualifié           | Non qualifié       | Willi Reimann                  |  |
| 1989-1990 | Bundesliga   | 11e        | 13 | 5  | 16 |        | 39:46 | Premier tour       | Pas de compétition          | Non qualifié           | 1/4 de finale C3   | Gerd-Volker Schock             |  |
| 1990-1991 | Bundesliga   | 5e         | 16 | 8  | 10 |        | 60:38 | Huitième de finale | Pas de compétition          | Non qualifié           | Non qualifié       | Gerd-Volker Schock             |  |
| 1991-1992 | Bundesliga   | 12e        | 9  | 16 | 13 |        | 32:43 | 2e tour            | Pas de compétition          | Non qualifié           | 1/16e de finale C3 | Egon Coordes                   |  |
| 1992-1993 | Bundesliga   | 11e        | 8  | 15 | 11 |        | 42:44 | 2e tour            | Pas de compétition          | Non qualifié           | Non qualifié       | Benno Möhlmann                 |  |
| 1993-1994 | Bundesliga   | 12e        | 13 | 8  | 13 |        | 48:52 | Huitième           | Pas de compétition          | Non qualifié           | Non qualifié       | Benno Möhlmann                 |  |
| 1994-1995 | Bundesliga   | 13e        | 10 | 9  | 15 | 29     | 43:50 | 2e tour            | Pas de compétition          | Non qualifié           | Non qualifié       | Benno Möhlmann                 |  |
| 1995-1996 | Bundesliga   | 5e         | 12 | 14 | 8  | 50     |       | 1er tour           | Pas de compétition          | Non qualifié           | Non qualifié       | Felix Magath                   |  |
| 1996-1997 | Bundesliga   | 13e        | 10 | 11 | 13 | 41     |       | Demi-finale        | Pas de compétition          | Non qualifié           | 1/16e de finale C3 | Ralf Schehr                    |  |
| 1997-1998 | Bundesliga   | 9e         | 11 | 11 | 12 | 44     |       | 2e tour            | Non qualifié                | Pas de compétition     | Non qualifié       | Frank Pagelsdorf               |  |
| 1998-1999 | Bundesliga   | 7e         | 13 | 11 | 10 | 50     |       | Huitième de finale | Non qualifié                | Pas de compétition     | Non qualifié       | Frank Pagelsdorf               |  |
| 1999-2000 | Bundesliga   | 3e         | 16 | 11 | 7  | 59     |       | 3e tour            | Non qualifié                | Pas de compétition     | Non qualifié       | Frank Pagelsdorf               |  |
| 2000-2001 | Bundesliga   | 13e        | 10 | 11 | 13 | 41     |       | 2e tour            | Tour intermédiaire          | Pas de compétition     | 3e tour C3         | Frank Pagelsdorf               |  |
| 2001-2002 | Bundesliga   | 11e        | 10 | 10 | 14 | 40     |       | 2e tour            | Non qualifié                | Pas de compétition     | Non qualifié       | Kurt Jara                      |  |
| 2002-2003 | Bundesliga   | 4e         | 15 | 11 | 8  | 56     |       | Huitième de finale | Non qualifié                | Pas de compétition     | Non qualifié       | Kurt Jara                      |  |
| 2003-2004 | Bundesliga   | 8e         | 14 | 7  | 13 | 49     |       | Huitième de finale | Vainqueur                   | Pas de compétition     | 1er tour C3        | Klaus Toppmöller               |  |
| 2004-2005 | Bundesliga   | 8e         | 16 | 3  | 15 | 51     |       | 1er tour           | Non qualifié                | Pas de compétition     | Non qualifié       | Thomas Doll                    |  |
| 2005-2006 | Bundesliga   | 3e         | 21 | 5  | 8  | 68     |       | Huitième de finale | Non qualifié                | Pas de compétition     | 1/16e de finale C3 | Thomas Doll                    |  |
| 2006-2007 | Bundesliga   | 7e         | 10 | 15 | 9  | 45     |       | 1er tour           | Demi-finale                 | Pas de compétition     | Non qualifié       | Huub Stevens                   |  |
| 2007-2008 | Bundesliga   | 4e         | 14 | 12 | 8  | 54     |       | Huitième de finale | Non qualifié                | Pas de compétition     | 1/16e de finale C3 | Huub Stevens                   |  |
| 2008-2009 | Bundesliga   | 5e         | 19 | 4  | 11 | 61     |       | Demi-finale        | Pas de compétition          | Non qualifié           | 1/2 finale C3      | Martin Jol                     |  |
| 2009-2010 | Bundesliga   | 7e         | 13 | 13 | 8  | 52     |       | 2e tour            | Pas de compétition          | Non qualifié           | 1/2 finale C3      | Ricardo Moniz                  |  |
| 2010-2011 | Bundesliga   | 8e         | 12 | 9  | 13 | 45     |       | 2e tour            | Pas de compétition          | Non qualifié           | Non qualifié       | Michael Oenning                |  |
| 2011-2012 | Bundesliga   | 15e        | 8  | 12 | 14 | 36     |       | Huitième de finale | Pas de compétition          | Non qualifié           | Non qualifié       | Thorsten Fink                  |  |
| 2012-2013 | Bundesliga   | 7e         | 14 | 6  | 14 | 48     |       | 1er tour           | Pas de compétition          | Non qualifié           | Non qualifié       | Thorsten Fink                  |  |
| 2013-2014 | Bundesliga   | 16e        | 7  | 6  | 21 | 27     |       | Quart de finale    | Pas de compétition          | Non qualifié           | Non qualifié       | Mirko Slomka                   |  |
| 2014-2015 | Bundesliga   | 16e        | 9  | 8  | 17 | 35     |       | 2e tour            | Pas de compétition          | Non qualifié           | Non qualifié       | Bruno Labbadia                 |  |
| 2015-2016 | Bundesliga   | 10e        | 11 | 8  | 15 | 41     |       | 1er tour           | Pas de compétition          | Non qualifié           | Non qualifié       | Bruno Labbadia                 |  |
| 2016-2017 | Bundesliga   | 14e        | 10 | 8  | 16 | 38     |       | Quart de finale    | Pas de compétition          | Non qualifié           | Non qualifié       | Markus Gisdol                  |  |
| 2017-2018 | Bundesliga   | 17e        | 8  | 7  | 19 | 31     |       | 1er tour           | Pas de compétition          | Non qualifié           | Non qualifié       | Markus Gisdol Bernd Hollerbach |  |
| 2018-2019 | 2.Bundesliga | 4e         | 16 | 8  | 10 | 56     | 45:42 | Demi-finale        | Pas de compétition          | Non qualifié           | Non qualifié       | Christian Titz Hannes Wolf     |  |
| 2019-2020 | 2.Bundesliga | 4e         | 14 | 12 | 8  | 54     | 62:46 | 2e tour            | Pas de compétition          | Non qualifié           | Non qualifié       | Dieter Hecking                 |  |
| 2020-2021 | 2.Bundesliga | 4e         | 16 | 10 | 8  | 58     | 71:44 | 1er tour           | Pas de compétition          | Non qualifié           | Non qualifié       | Daniel Thioune Horst Hrubesch  |  |
| 2021-2022 | 2.Bundesliga | 3e         | 16 | 12 | 6  | 60     | 67:35 | Demi-finale        | Pas de compétition          | Non qualifié           | Non qualifié       | Tim Walter                     |  |
| 2022-2023 | 2.Bundesliga | 3e         | 20 | 6  | 8  | 66     | 70:45 | Seizième de finale | Pas de compétition          | Non qualifié           | Non qualifié       | Tim Walter                     |  |
| 2023-2024 | 2.Bundesliga | 4e         | 17 | 7  | 10 | 58     | 64:44 | 1/8e               | Pas de compétition          | Non qualifié           | Non qualifié       | -                              |  |
| 2024-2025 | 2.Bundesliga | 2e         | 16 | 11 | 7  | 59     | 78:44 | Deuxième tour      | Pas de compétition          | Non qualifié           | Non qualifié       | -                              |  |
| Saison    | Championnat  | Classement | V  | N  | D  | Points | BP/BC | Coupe d'Allemagne  | Coupe de la ligue allemande | Supercoupe d'Allemagne | Coupes d'Europe    | Entraineur                     |  |